# Давыдовская сельская община
Давыдовская сельская общи́на (укр.  Давидівська сільська громада) — территориальная община во Львовском районе Львовской области Украины.
Административный центр — село Давыдов.
Население составляет 20 615 человек. Площадь — 230 км².

## Населённые пункты
В состав общины входит 23 села:
- Бережаны
- Будьков
- Виннички
- Водники
- Волица
- Гаи
- Гончары
- Горишний
- Городыславичи
- Гринев
- Давыдов
- Дмитровичи
- Звенигород
- Коцуров
- Кротошин
- Николаев
- Пасеки-Зубрицкие
- Подсоснов
- Сосновка
- Старое Село
- Черепин
- Чишки
- Шоломынь